# Sistema Nacional de Auditoria do Sistema Único de Saúde
Sistema Nacional de Auditoria do SUS é um sistema de controle de gestão do Sistema Único de Saúde no Brasil integrando os níveis Federal, Estadual e Municipal . 
Foi instituído pelo artigo 6º da Lei 8.689, de 27 de julho de 1993 e regulamentado pelo Decreto n.º 1.651/95.

## Participação noPAC
Medida 5.4 do PAC -  Saúde: Fortalecer o Sistema Nacional de Auditoria do SUS, componentes federal e estadual, e implementar o componente municipal do SNA.   
- Meta(s) Meta Física até 2013 Meta Financeira 2008/2011 Expansão Total
- Total PPA Expansão 2012/2013 2008/2013
- Implantar o Sistema de Auditoria do SUS – SISAUDSUS nas 27 UF, em municípios acima de 100.000 habitantes e nas capitais, equipando as unidades descentralizadas do DENASUS e fortalecendo os recursos humanos necessários. 302 unidades

## Links
- Página Oficial
- PAC-Saúde